# Макасторна
Макасторна (итал. Maccastorna) је насеље у Италији у округу Лоди, региону Ломбардија.
Према процени из 2011. у насељу је живело 26 становника. Насеље се налази на надморској висини од 42 м.

## Становништво
| 1936. | 1951. | 1961. | 1971. | 1981. | 1991. | 2001. | 2011. |
| ----- | ----- | ----- | ----- | ----- | ----- | ----- | ----- |
| 361   | 365   | 239   | 143   | 102   | 79    | 64    | 60    |